# 首次公开募股
首次公开募股（英語：Initial Public Offerings），又名首次公开发行、首次公开招股、股票市场启动，是公开上市集資的一种类型。意即公司通过证券交易所首次将它的股票卖给一般公众投資者的募集資金方式。私人公司通过这个过程会转化为上市公司。

## 簡介
首次公开募股通常被公司用来募集资金，尽可能地将早期个人投资者的投资货币化、資本化，同时让公司的股份（股票）在交易所公开、自由地買賣。出售股份的公司没有义务向公众投资者偿还资本。首次公开募股之后，公司的股份会在公开市场上自由交易，资金也仅仅在公众投资者之间流通。尽管首次公开募股可以提供很多有利条件，但是它的缺点也不容忽视。其中最主要的代价就是公募过程中产生的成本，以及在此过程中需要公开某些公司內部訊息。而这些訊息很可能对竞争对手有利，或者對潛在認购者的認購意欲有所影響。
購買者一般可分為個人（大眾）或機構投資者。正式發行之前，公司需要向潜在购买者刊發一份名为招股書文件（又叫招股章程），招股書公開公司的基本資訊、歷史背景、業務詳述、財務表現、股份買賣細則等，以及由第三方出具的合規文件，例如會計師報告。大多数公司在着手开展首次公开招股时，会需要投资银行以担保人的资格进行协助。担保人需提供包括帮助准确评估公司股票的价值（股价）和帮助建立股票公众市场（首次售卖）等相关服务。一般情況下，首次公开募股的价格由公司與擔保人按照公司的估計價值、業績表現、市場狀況、認購反應等因素共同議定。
类似荷兰式拍卖等的替代公募方式也已被探索开发出来。就市场大小和公众参与度而言，运用此方式最著名的案例数谷歌的首次公开募股。

## 历史
最早发行社会公众股的公司形式是罗马共和国时期的。和现代股份制公司一样，作为法人，不受其成员支配。成员们拥有的所有权被划分为股份。有证据表明，这些股份，通过卡斯托尔和波吕克斯神庙附近的古羅馬廣場内的交易市场，給公众投资者買賣。股票价格波动刺激了投机者活动。然而，鲜有证据能够显示被出售股份的价格、首次公开招股的性质、以及股票交易行为的说明。而后由于共和国的没落和罗马帝国的崛起，亦逐渐式微。
1602年3月，荷兰东印度公司成立，它是第一家发行公众股的现代公司。而17世纪初发行的这批公众股被认为是第一批现代首次公開招股的股票。当时公司共募集6,424,588荷兰盾的原始实缴股本。公司能够筹集这笔巨额资金归于企业主将股权向公众开放。当时所有荷兰联合省的公民都有机会分享公司股权。每股的价格为3,000荷兰盾（大略相当于1,500美元）。所有股份都可以进行交易，而且股民会收到一份交易收据，就像今天的股票付款和所有权的凭证。它们不会被发布，但是会被计入在公司股份登记册中。在美国，最先的首次公开招股是北美银行于1783年左右发行的公众股票。

## 上市理由

### 优势
当一家公司将其有价证券在交易所出售的时候，公众投资人为购买这支新发行的股票而支出的现金会直接流入此公司账户，此為首次发行；或者，作为大型首次公开募股的一部分，流入任何一个选择出售其所持有的全部或部分股权的私人投资者手中，此為二次发行。因此，首次公开募股使得公司能够进入广阔的潜在投资者市场，为其自身的未来发展、债务偿还、运营成本等筹措资金。出售普通股的公司没有义务向公众投资者偿还资本。投资者们必须忍受开放市场中股票价格和交易的不可预测性。首次公开募股之后，股票会在开放市场中自由交易，资金在公共投资者之间流通。而作为首次公开募股的一部分，早期个人投资者（即IPO前已對公司進行投資的前期投資者）可以选择出售部分股权。对这部分人来说，首次公开募股给他们提供一个使其投资货币化的机会。首次公开募股之后，一旦股票在开放市场中交易，持有大宗股票的投资人可以在此开放市场中逐股出售股权，或者通过二级市场，以固定价格，直接将部分股权出售给公众。由于没有新股份产生，这种类型的出售不会削减股值。
公司一旦上市，便可以各种不同的方式额外发行普通股，这些股份属于后续发行股。这种方法通过发行权益（详见“股权稀释”）为企业的各种商业目的提供资金，同时不会产生任何债务。而能够拥有这种快速从市场上募集潜在大量资金的能力也是很多企业寻求上市的目的之一。
首次公开募股可以为前身为私人企業的公司提供很多優勢：
- 扩大股本基数化，使其多样化
- 更容易籌募资本
- 提高企业曝光度和企业名声，以及企业的公众形象
- 通过流动的股东权益分享，吸引和保留更好的管理层和员工
- 加速收购（公司股份的潜在回报）
- 创造多样的融资机会：普通股、可转换债券、較低成本的银行贷款等

### 劣势
公司享受首次公开募股帶來的好處的同時，也需要承擔風險。主要在於前期需要投入大量成本，以應付首次公開招股的法律、會計、合規等方面的要求，例如支付保薦人、承銷商、律師、會計師、測量師、合規顧問、行業顧問、交收銀行、公關公司、印刷商等各方的佣金或專業費用。而由於上市後也繼續需要法律、合規、會計、資訊發佈（如印備年度報告）等支援，也讓這成為一項持續成本。
另外，成為上市公司後，公司必需向大眾公開財務資料和營運表現，也需要滿足股票市場眾多的合規要求（例如訊息發佈、董事限制和要求、環境保護、可持續營運、公司治理等方面）。
首次公開招股對公司帶來的劣勢：
- 巨大的法律、财務会計和营销成本，其中很大部分会持续不断
- 必需公开公司的财务和商业信息
- 需要高级管理人员相当的时间、精力和注意力的投入
- 需要承受没有筹集到所需资金的风险
- 公开传播的信息有可能对竞争对手、供应商以及消费者有利，也有可能不利公司營運或首次公开募股的反應
- 由于新投资人的加入，会对市场失去操控能力，并产生更严重的代理問題
- 增加诉讼风险，包括私人证券类行为和股东派生诉讼[5]

## 招股流程
公开募股程序在不同国家适用不同的法律，流程也不盡相同。在美国，首次公开募股在1933年證券法下受到美国证券交易委员会的监管。在英国，英国上市监管局会审核批准招股文件并运作上市制度。在香港，首次公開招股主要由香港交易及結算所有限公司（聯交所）規管審批，而聯交所則受另一法定組織證券及期貨事務監察委員會（證監會）所監察，所有上市申請需同時會提交證監會審閱，證監會有權否決上市申請。

### 提前规划
提前规划对于一支成功的首次公开募股来说至关重要。建议企业做好以下7项提前规划：
1. 组建令人印象深刻的专业管理团队
2. 着眼于公共市场的业务增长
3. 使用首次公开募股接受的财会原则，获得已审核的财务报告
4. 整顿公司规章制度
5. 建立反收购机制
6. 发展良好的公司管理
7. 创造内部纾困机会，充分利用首次公开募股窗口

### 保留担保人
首次公开募股通常会需要一家或多家投资银行，以“担保人”的身份参与其中。公司作为“发行人”提供股份，并与主担保人订立契约，以便向公众出售股权。之后，担保人会接触投资者，向他们出售股权。
一次大型的首次公开募股通常会由多家投资银行组成的“财团”共同担保。其中份额最大的银行会成为“主担保人”。出售股权时，担保人会保留收益的一部分作为佣金。这类佣金称为承销差价。此差价是通过股权售出价格（发行总差额）的折扣价计算出来的。在首次公开募股中，承销差价通常包含以下部分（基于每股价格）：经理人佣金，包销费 – 由投资银行组成的“财团”获得，特许费 – 由买卖股票的证券经纪人获得。经理人可以获得全部承销差价。投资银行“财团”成员可以获得包销费和特许费。而买卖股票的证券经纪人因非财团成员而只能获得特许费，出售股票给证券经纪人的财团成员们会保留包销费。主担保人，又名投资意愿建档人，作为出售最大比例的首次公开募股的担保人，能够获得最大比例的发行总差额，通常情况下多达8%。
跨国的首次公开募股通常会涉及多个财团，以便解决发行人国内和其他地区的法律要件。例如，发行人总部设在欧盟國家，因此在其国内市场欧洲，会由一家主要财团代表，另外，针对其它市场如美国、加拿大和亚洲的市场，有由其他的独立财团或者发售团队负责。
由于广泛的法律要求和昂贵的申请程序，首次公开募股通常会需要一家或多家主营证券法的律师事务所参与，比如伦敦的“魔術圈”和纽约的“白鞋所”（White Shoe）。
金融历史学家理查德·塞拉和罗伯特·赖特向我们展示了1860年以前，美国多家公司在没有任何中间人（如投资银行）帮助的情况下，直接由公司向公众出售股权。这种直接公开募股（英語：Direct Public Offering，簡稱），如其命名一样，由发行企业以一个固定的价格出售股权，而不是以拍卖的方式进行。从这个意义上说，这和传统的首次公开募股方式类似，90年代早期，大部分除美国之外的国家均以固定价格出售股权。DPO避免了因由投资银行介入股权买卖而产生的代理人问题。近期，一场基于群眾募資的运动已经开展，以期复兴DPO。

### 股权分配和定价
在首次公开募股中，股权的出售（分配和定价）可以有多种形式。一般形式包括：
- 最大努力契约
- 包销承诺契约
- 全有或全无契约
- 买方交易

公开发售的股权通过担保人出售给团体投资人或者个体投资人。有经营许可的证券公司的销售人员（在美国和加拿大，被称为注册代表）把股票卖给他的客户们，并得到一部分特许佣金，此佣金是由发行公司付给担保人的费用，而不是由他的客户来支付。在某些情况下，如果这支首次公募的股票没有热卖（认购不足），而销售人员是客户的顾问，那么顾问和客户之间的财政激励则有可能不一致。
在特定情况下，发行企业通常会允许让担保人增加15%的股份数量，这项特权被称为超额发行权。此项特权通常在股票热卖，被超额订购的情况下使用。
在美国，客户在静默期伊始会收到一份初步募股书，又称紅鯡魚招股書。这份说明书由于其封面印有大写的红色警告而得此名。警告指出，此时的股票信息还不完整，可能会做更改。尽管大部分首次公开募股的红色招股说明书的格式会采用Facebook网发布的版本，但在实际行文时可以有所不同。静默期期间，股份还不能被买卖。然而，经纪人可以在这个时候收集客户的购买意向。股票发行时，注册说明书生效后，购买意向可以在客户的示意下，转化为买入指令。股票只能在证券交易委员会批准最终招股说明书之后进行发售。
准备和提交首次公募说明书的最后一步是发行企业需租用一家大型的金融专用“印刷厂”将股票上市申请登记表S-1打印出来（现今，还需要同时向证券交易委员会提交电子稿）。最终招股说明书的准备工作通常在印刷厂的多功能会议室内进行，由发行企业、发行企业的法律顾问（律师）、担保人的法律顾问（律师）、主担保人、以及发行企业的财务/审计等人员共同参与，确定最终版本并校对，最终以打印并邮寄给证券交易委员会结束。
在纽约司法部长艾略特·斯皮策出台证券法律法规之前，一些大型金融机构已经开始了一些有利性研究，以援助涉及新股票营销的企业财务和销售部门。之后，艾略特的这些法律法规成为了全球性的和解执行协议。先前法庭曾审理过此执行协议的核心问题。这次庭审涉及到了投资银行和美国十家大型投资公司的统计部门之间的利益冲突。参与解决机制的投资公司都会从事具体的操作和实践，而具体实施这些行为的研究分析师们又不可避免地受到无利不图的投资银行家们的不当影响。瑞士信贷第一波士顿银行和所罗门兄弟之间的纠纷就是一次典型的妨害解决机制的案例。在此案例中，所罗门美邦声称受到了“热卖”的首次公开募股的不当影响，进而发行了具有欺骗性的研究报告，因此瑞士信贷违反了1934版证券交易法的多项条款。

### 首次公募的定价
通常一家企业在计划首次公开募股时，会任命一个首席经理人，又名投资意愿建档人，帮助其确定适当的股票发行价格。确定首次公开募股的价格基本上有两种方法：一是在首席经理人的帮助下，企业固定一个价格（固定价格方式）；另一种方法是通过分析投资意愿建档人收集编辑的机密投资人需求量和需求价格等信息，确定最终发行价格（累计投标方式）。
历史上，很多美国甚至全球其他国家的首次公募的股票价格都是偏低的。如果首次公募的股票被抑价，公开交易一旦开始，就会给股票的存储带来一些附加利息。以发售价格购入股票的投资者们可以通过炒賣或者快速出售的方式，赚取相当一部分利益。然而，对于发行企业来说，首次公募的股票被抑价会使其流失很多潜在资金。最极端的例子就是theglobe.com的首次公开募股，曾一度掀起了九十年代后期互联网时代的首次公开募股的狂潮。1938年11月3号，由贝尔斯登公司作为担保人，每股的发行价格为9美元。公开交易之后，每股价格快速增长了近十倍，达到每股97美元。来自团体炒卖的销售压力最终导致股票回落，当日收盘价格为每股63美元。尽管此次首次公开募股给企业带来3000万市值的增长，有人根据需求水平和需求量做出估计，企业至少损失了2亿美元。
估价过高也会带来风险，这点也值得考虑在内。如果一只股票公开发行时的定价超过市场可以承受的价格，担保人则难以履行承诺，售出股份。即使担保人售罄所有发行的股份，股票也会在交易第一日出现贬值。如此，这支股票便会失去流动性，继而市值再次降低。这会导致企业失去投资者，而这些投资者则是担保人最青睐的客户们。最著名的案例很可能就是2012年Facebook的首次公开募股。
因此，担保人在为一支首次公募的股票定价时，需要考虑诸多因素：除了试图提供一个足够激发对这支股票的兴趣的低价之外，还要使价格高到可以让发行企业获得足够多的资金。在确定最优价格的过程中，担保人（“财团”） 通常需要整理和收集主要团体投资人的预定购入股数。
一些研究人员（弗里森和斯威夫特，2009年）认为首次公募的股票被抑价并不是发行企业或担保人有意为之，更多情况下是投资者们反应过度的结果（弗里森和斯威夫特，2009年）。判定是否构成抑价，可以通过IPO抑价算法来计算。

#### 荷兰式拍卖
荷兰式拍卖允许首次公募的股票只根据价格的进取性进行分配，成功的投标人需以相同的价格购得每股。荷兰式拍卖的其中一种版本为开放式的首次公开募股，这是根据诺贝尔经济学奖获得者威廉姆·维克里设计的拍卖系统建立的。在实施这种拍卖方式时，标价会由低到高进行排列。之后股票会以最高的标价出售，所有投标成功的投标人均需支付相同的价格。这种方式和1990年之后的美国短期无息国库券、金融票据、债券的拍卖类似。在这之前，美国国库券是通过一种有差别的，即支付投标价的方式进行拍卖。在这种拍卖方式中，不同的成功投标人需要（被迫）各自支付自己投标时的价格，因此每个成功投标人所支付的价格是不一样的。无论是有差别价格，还是统一价格，亦或是“荷兰式”拍卖，这些方式都曾用于很多国家的首次公开募股，尽管美国的企业只使用过统一价格式拍卖。大型的首次公开募股的拍卖包括日本烟草公司、新加坡电讯、英国机场管理公司和谷歌（根据程序的规模大小排列）。
荷兰式拍卖方式的另一种版本曾被美国的很多上市公司采用过，包括晨星、盈透證券、overstock.com、埃文斯伍德酒庄、美国清洁能源燃料公司和波士顿啤酒公司等。2004年，谷歌在首次公开募股时也采用了荷兰式拍卖的方式。然而，美国的传统投资银行比较抵制在公开发售股票的过程中使用荷兰式拍卖。这种拍卖方式使得股票平等分配，因而减少了担保人可以为其重要客户在常规首次公募中提供的优惠待遇。面对这种抵制，尽管荷兰式拍卖已经在其他国家的成百上千次的首次公开募股中使用，对于美国的上市企业来说，它只是一种辅助备用的方法。
决定荷兰式拍卖成败的关键是企业必须考虑到拍卖的目的。如果目的是为了降低风险，那么传统的首次公开募股方法会比较有效，因为担保人会负责整个流程，而不是让部分结果依赖于谁参与投标、投标人需遵循何种策略。从投资者的角度来说，荷兰式拍卖可以让每个人平等参与进来。而且，一些形式的荷兰式拍卖可以让担保人在竞标期间，对于招标的协调，甚至在向投标人阐述拍卖的大致趋势方面变得更加积极主动。也有一些人认为以统一价格拍卖在定价方面会更加有效率，尽管这个理论植根于独立的私人价值的假设（对于每个投标人来说，尽管股票会很快在二级市场上交易，在首次公募时，其价值是完全独立的）。而在对首次公开募股更加适用的合并假设理论中，尽管其中一些改良的拍卖形式可能会收到更好的效果，却没有发现封闭式拍卖是一种有效的定价方式。
广泛的国际性证据表明，对于首次公开募股来说，拍卖不是常规的定价方式。而且，也没有证据表明，在美国这个不太友好的市场内，荷兰式拍卖受到了比传统首次公募的方式更好的待遇。首次公募以荷兰式拍卖定价的WhiteGlove公司，在几次尝试定价都失败后，于2011年5月宣布推迟到当年9月份上市。华尔街日报的一篇文章中认为其原因为“股票市场的巨大波动和全球经济的不确定性使投资者们在投资新股票时变得非常谨慎。”

### 静默期
根据美国证券法，自首次公开募股启动开始，总共有两个时间段被称为“静默期”。第一个静默期发生在将要上市企业将S-1格式的申请登记表寄出之后，证券交易委员会宣布此登记表有效之前。在这段时间内，法律上禁止上市企业、企业内部知情人员、分析师、及其他相关当事人讨论或推销即将首次公募的股票（2005版美国证券交易法）。
第二个静默期是指首次公募股票的第一个公开交易日之后的40个自然日。在这段时间内，法律上禁止负责首次公开募股的企业内部人员和担保人为企业做出任何盈利预测或研究报告。作为全球性和解执行协议的一部分，由于证券交易委员会制定的政策法规的变化，静默期自2002年7月9号开始，从25天延长到40天。静默期结束后，担保人才会启动公司的投资研究。根据2012年美国就业法案，如果企业收益少于10亿美元，静默期会减少到25天。另外，美国纳斯达克电子证券交易所和纽约证券交易所均批准了一项规则，规定后续发行开始后的10天为静默期，证券发行的“锁定期”开始前和结束后的15天也为静默期。

### 股票交付
不是所有首次公募的股票都可以通过直接转柜系统进行付款结算。不符合此结算资格的股票会被要求将股票凭证实物寄送给结算代理银行的保管人，或者交送至款券两讫的经济公司，由其销售团队进行安排。

### “牡鹿利润”（炒股）
“牡鹿利润”是指公司首次公开募股（或任何新股票的发行）之前或之后，在股票市场中出现的一种现象。“牡鹿”指的是已认购新股的团体或个人，在新股交易时，他们预期股价会立即上升。因此，“牡鹿利润”指的是在股指增长后，团体或个人积累的经济收益。相比美国，这个术语在英国运用的更加普遍。在美国，这类投资人通常被称为炒股人，因为这些人在首次公募买入股票后，会在公开交易的第一天立即将这些股票转卖出去。

## 大型首次公开招股（未调整版）
| 上市企业     | 首次公开募股年份 | 公募总金额 |
| ------------ | ---------------- | ---------- |
| 阿里巴巴集团 | 2014             | $25B       |
| 中国农业银行 | 2010             | $22.1B     |
| 中国工商银行 | 2006             | $21.9B     |
| 友邦保險     | 2010             | $20.5B     |
| Visa         | 2008             | $19.7B     |
| 通用汽车     | 2010             | $18.15B    |
| Facebook     | 2012             | $16B       |

## 大型首次招股
2009年以前，就公募总金额而言，美国一直是首次公开募股的主要发行人。然而2009年以后，中国大陆（上海、深圳)和香港成为了主要发行人，截止到2011年11月，共募集730亿（是纽约证券交易所和纳斯达克总和的两倍）。2011年，香港证券交易所共募集309亿资金，连续3年跃居首位，纽约交易所共募集307亿。

## 各參與者在上市工作中的角色
| 參與者         | 主要工作                                                           |
| -------------- | ------------------------------------------------------------------ |
| 公司及其董事   | 准備及修訂盈利和現金流量預測、批准招股書、簽署承銷協議、法人說明會 |
| 保薦人         | 安排時間表、協調顧問工作、准備招股書草稿和上市申請、建議股票定價   |
| 申報會計師     | 完成審計業務、准備會計師報告、複核盈利及營運資金預測               |
| 物業評估師     | 完成公司不動產净值調查及物業評估報告                               |
| 公司律師       | 安排公司重組、複核相關法律確認書、確定承銷協議                     |
| 保薦人律師     | 考慮公司組織結構、審核招股書、編製承銷協議                         |
| 證券交易所     | 審核上市申請和招股說明書、舉行聽證會                               |
| 股票過戶登記處 | 擬製股票和還款支票、大量印制股票                                   |
| 印刷者和翻譯者 | 起草和翻譯上市材料、大量印刷上市文件                               |
| 財經公關       | 負責各項後勤及公關工作                                             |

## 补充书目
- Gregoriou, Greg. . Butterworth-Heineman, an imprint of Elsevier. 2006  [2015-07-08]. ISBN 0-7506-7975-1. （原始内容存档于2007-03-14）.
- Goergen, M.; Khurshed, A.; Mudambi, R. . Managerial Finance. 2007, 33 (6): 401–419. doi:10.1108/03074350710748759.
- Loughran, T.; Ritter, J. R.  (PDF). Financial Management. 2004, 33 (3): 5–37  [2015-07-08]. （原始内容存档 (PDF)于2007-06-29）.
- Loughran, T.; Ritter, J. R. . Review of Financial Studies. 2002, 15 (2): 413–443. doi:10.1093/rfs/15.2.413.
- Khurshed, A.; Mudambi, R. . Applied Financial Economics. 2002, 12 (10): 697–706. doi:10.1080/09603100010025706.
- Bradley, D. J.; Jordan, B. D.; Ritter, J. R. . Journal of Finance. 2003, 58 (1): 1–36. doi:10.1111/1540-6261.00517.
- Goergen, M.; Khurshed, A.; Mudambi, R. . Journal of Business Finance and Accounting. 2006, 33 (1&2): 306–328. SSRN 886408 .
- Mudambi, R.; Treichel, M. Z. . Journal of Business Venturing. 2005, 20 (4): 543–571. doi:10.1016/j.jbusvent.2004.03.003.
- Drucker, Steven; Puri, M. . Eckbo, B. E.  (编).  1. Boston: Elsevier. 2007. ISBN 978-0-444-50898-0.
- . IPO Initial Public Offerings.   [2011-09-14]. （原始内容存档于2011-08-21）.
- Mondo Visione web site: Chambers, Clem. "Who needs stock exchanges?" Exchanges Handbook. Published 2006-07-14. Accessed 21 September 2011
- Friesen, Geoffrey C.; Swift, Christopher. . Journal of Banking & Finance. 2009, 33 (7): 1285–1298. doi:10.1016/j.jbankfin.2009.01.002.
- Anderlini, Jamil. . Financial Times. 2010-08-13  [2010-08-13]. （原始内容存档于2010-08-17）.
- Hu, Bei and Vannucci, Cecile. Bloomberg.com （页面存档备份，存于） Published 2010-10-29. Retrieved 2011-09-21
- .   [2015-07-08]. （原始内容存档于2011-01-08）.  Published 2006-09-29. Accessed 2011-09-21
- . Securities and Exchange Commission. 2005-08-18  [2008-03-04]. （原始内容存档于2016-12-26）. The federal securities laws do not define the term "quiet period", which is also referred to as the "waiting period". However, historically, a quiet period extended from the time a company files a registration statement with the SEC until SEC staff declared the registration statement "effective". During that period, the federal securities laws limited what information a company and related parties can release to the public.

## 参見
- 公开发行
- 替代公开发行（英语：Alternative public offering）
- 直接公开发行（英语：Direct public offering）
- 股票分拆上市
- 併購（M&A）
- 私募
- 非上市公开募股（英语：Public offering without listing）
- 借殼上市
- 增发新股
- 股票上市申请登记表（英语：SEC Form S-1）（针对特定发行人的登记表单）
- 二次发售
- 小型上市企业（英语：Smaller reporting company）
- 风险投资
- 證券型代幣發行